# Westford (Nueva York)
Westford es un pueblo ubicado en el condado de Otsego en el estado estadounidense de Nueva York. En el año 2000 tenía una población de 784 habitantes y una densidad poblacional de 9 personas por km².

## Geografía
Westford se encuentra ubicado en las coordenadas 42°38′21″N 74°48′50″O / 42.63917, -74.81389.

## Demografía
Según la Oficina del Censo en 2000 los ingresos medios por hogar en la localidad eran de $34,318 y los ingresos medios por familia eran $38,611. Los hombres tenían unos ingresos medios de $29,375 frente a los $22,237 para las mujeres. La renta per cápita para la localidad era de $16,351. Alrededor del 9.2% de la población estaban por debajo del umbral de pobreza.